# 오키노에라부섬

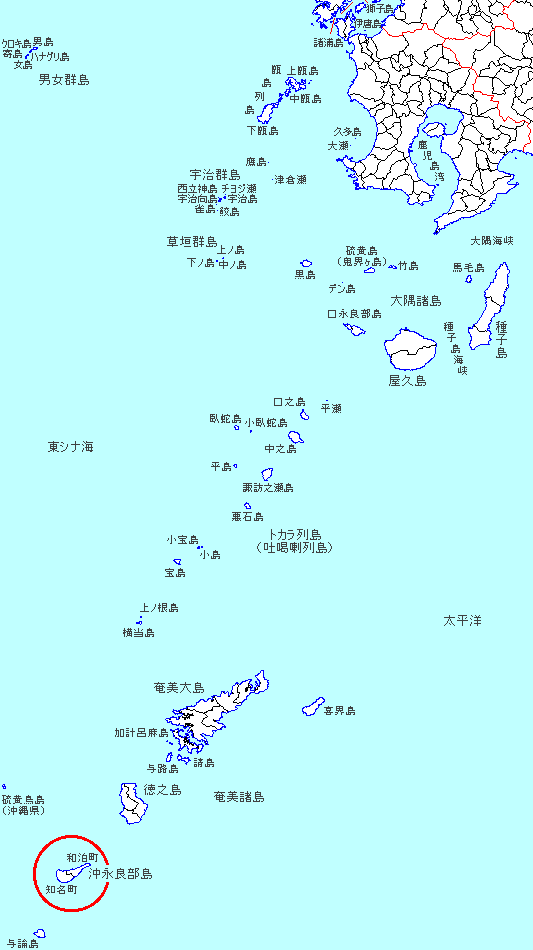

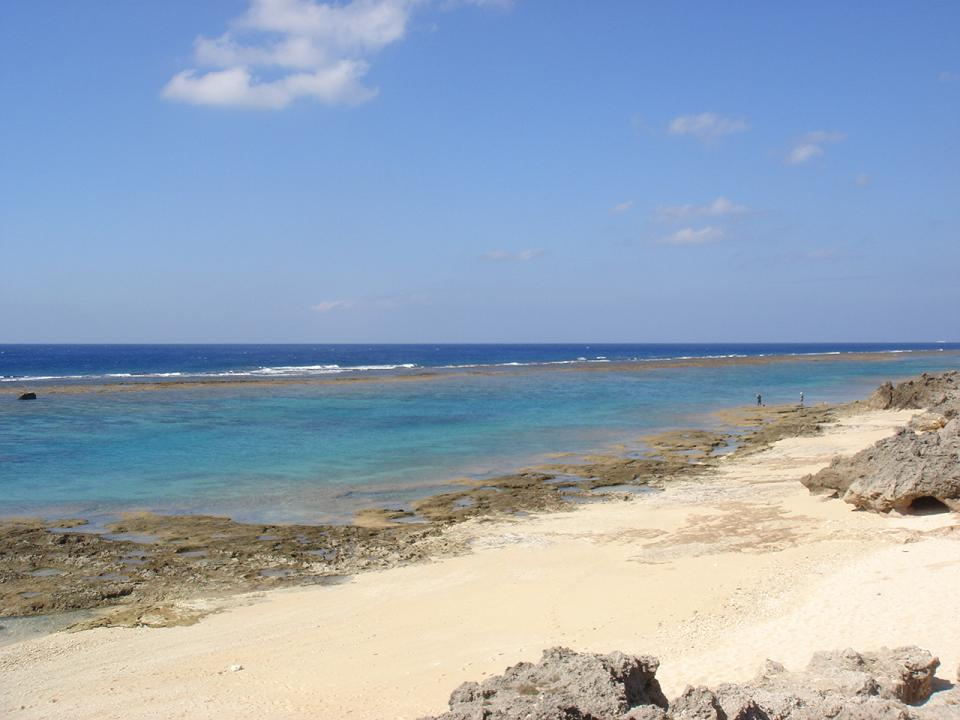

오키노에라부섬(일본어: 沖永良部島)은 일본 아마미 군도 남서부에 위치하는 섬이다. 가고시마현 오시마군에 속하고 섬내에는 와도마리정과 지나정이 있다. 오키나와섬의 조금 북쪽, 북위 27도 동경 128도 부근에 위치한다. 인구 14,551명(2005년)이다.

## 지리
동서로 긴 모양을 하고 있고 서쪽은 오야마 산을 중심으로 거의 원형 모양이다(같은 아마미 군도의 기카이 섬과 형태가 비슷하다). 동서로 약 20km·남북으로 약 10km, 면적 93.65km2. 남북으로 뻗어있는 류큐 해구의 서쪽으로 늘어서있는 난세이 제도에 속한다. 덧붙여서 면적은 도쿄도의 이즈오섬보다 크다.
| Tateyama의 기후          | Tateyama의 기후 | Tateyama의 기후 | Tateyama의 기후 | Tateyama의 기후 | Tateyama의 기후 | Tateyama의 기후 | Tateyama의 기후 | Tateyama의 기후 | Tateyama의 기후 | Tateyama의 기후 | Tateyama의 기후 | Tateyama의 기후 | Tateyama의 기후 |
| 월                       | 1월             | 2월             | 3월             | 4월             | 5월             | 6월             | 7월             | 8월             | 9월             | 10월            | 11월            | 12월            | 연간            |
| ------------------------ | --------------- | --------------- | --------------- | --------------- | --------------- | --------------- | --------------- | --------------- | --------------- | --------------- | --------------- | --------------- | --------------- |
| 일평균 최고 기온 °C (°F) | 18.1 (64.6)     | 18.5 (65.3)     | 20.1 (68.2)     | 22.8 (73.0)     | 25.4 (77.7)     | 28.2 (82.8)     | 31.0 (87.8)     | 30.8 (87.4)     | 29.8 (85.6)     | 27.1 (80.8)     | 23.5 (74.3)     | 20.0 (68.0)     | 24.6 (76.3)     |
| 일일 평균 기온 °C (°F)   | 15.9 (60.6)     | 16.2 (61.2)     | 17.7 (63.9)     | 20.4 (68.7)     | 22.9 (73.2)     | 25.7 (78.3)     | 28.2 (82.8)     | 28.2 (82.8)     | 27.2 (81.0)     | 24.7 (76.5)     | 21.3 (70.3)     | 17.9 (64.2)     | 22.2 (72.0)     |
| 일평균 최저 기온 °C (°F) | 13.7 (56.7)     | 14.1 (57.4)     | 15.5 (59.9)     | 18.2 (64.8)     | 20.9 (69.6)     | 23.7 (74.7)     | 26.0 (78.8)     | 26.1 (79.0)     | 25.1 (77.2)     | 22.8 (73.0)     | 19.4 (66.9)     | 15.8 (60.4)     | 20.1 (68.2)     |
| 평균 강수량 mm (인치)    | 125.5 (4.94)    | 123.3 (4.85)    | 151.2 (5.95)    | 215.5 (8.48)    | 236.0 (9.29)    | 263.8 (10.39)   | 190.8 (7.51)    | 203.6 (8.02)    | 152.3 (6.00)    | 157.4 (6.20)    | 148.7 (5.85)    | 108.4 (4.27)    | 2,076.5 (81.75) |
| 평균 상대 습도 (%)       | 66              | 69              | 72              | 77              | 81              | 86              | 82              | 80              | 78              | 71              | 67              | 64              | 74              |
| 평균 월간 일조시간       | 84.8            | 82.2            | 103.6           | 135.9           | 154.5           | 179.3           | 274.8           | 246.2           | 213.5           | 172.8           | 113.4           | 100.6           | 1,861.6         |
| 출처: NOAA (1961-1990)   |                 |                 |                 |                 |                 |                 |                 |                 |                 |                 |                 |                 |                 |

## 역사
- 1266년 - 류큐의 호쿠잔 왕조에 속했다.
- 1609년 - 사쓰마번의 침공으로 사쓰마의 직할령이 되었다.
- 1871년 - 폐번치현에 의해 가고시마현이 되었다.
- 1908년 - 와도마리 촌과 지나 촌이 성립하였다.
- 1946년 - 2차 대전 패전에 의해 주변의 아마미 군도와 함께 미국의 군정하에 들어갔다.
- 1953년 - 일본에 복귀되었다.

## 교통

### 공항
- 오키노에라부 공항

### 항로
- 와도마리 항
- 지나 항